# Парламентские выборы в Сирии (2012)
Выборы в Народный совет Сирии  прошли 7 мая 2012 года.

## Результаты
| Партия                                             | Места | Места внутри коалиции |
| -------------------------------------------------- | ----- | --------------------- |
| Национальный прогрессивный фронт                   | 168   |                       |
| - Баас                                             | 168   | 134                   |
| - Социалисты-юнионисты                             | 168   | 18                    |

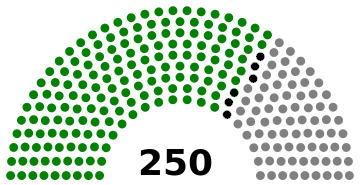
Результаты по местам:
Национальный прогрессивный фронт
Народный фронт за перемены и освобождение
Беспартийные

| - Сирийская коммунистическая партия (Багдаш)       | 168   | 8                     |
| - Сирийская коммунистическая партия (объединённая) | 168   | 3                     |
| - Национальный пакт                                | 168   | 3                     |
| - Арабский социалистический союз                   | 168   | 2                     |
| Народный фронт за перемены и освобождение          | 6     |                       |
| - Сирийская социальная националистическая партия   | 6     | 4                     |
| - Партия Народной воли                             | 6     | 2                     |
| беспартийные                                       | 76    |                       |
| Итого                                              | 250   |                       |